# De Havilland DH.61 Giant Moth
Il de Havilland DH.61 Giant Moth fu un biplano inglese monomotore adibito per il trasporto realizzato dalla de Havilland negli anni venti.

## Storia del progetto
A seguito del successo del DH.50 ottenuto in Australia, l'azienda subì pressanti richieste circa la realizzazione di un suo sostituto che utilizzasse i motori Bristol Jupiter. Venne così realizzato il DH.61 Giant Moth, capace di ospitare otto passeggeri più il pilota, ospitato in una cabina aperta posta dietro le ali. Per la progettazione furono necessarie solo dieci settimane e il primo prototipo volò nel dicembre del 1927 e dopo i vari test eseguiti in Inghilterra, il velivolo su spedito alla de Havilland Australia con sede a Melbourne. Giunto a destinazione fu riassemblato e volò la prima volta il 2 marzo 1928; fu utilizzato per servizi di linea tra Adelaide e Broken Hill dalla società di trasporti MacRobertson Miller Aviation. Il prototipo fu denominato in origine Canberra e rimase tale finché non fu ufficialmente rinominato in Giant Moth.
In totale vennero costruiti dieci esemplari (di cui uno realizzato montando i vari componenti in Canada). Due velivoli furono dotati di due galleggianti realizzati da Short Brothers a Rochester prima di essere consegnati alla Western Canada Airlines Ltd. Tre DH.61 furono utilizzati in Australia con compiti di posta aerea dall'Australian Aerial Services Ltd e dalla Qantas. Il velivolo siglato come G-AAAN fu acquistato dal Daily Mail per trasportare un fotografo e la sua moto per un servizio in giro per il Regno Unito, inoltre nel mezzo fu installata anche una camera oscura per permettere lo sviluppo delle fotografie durante il viaggio di ritorno. Il velivolo siglato G-AAEV e ribattezzato Youth of Britain (Gioventù della Britannia) fu utilizzato nel 1929 da Alan Cobham in un tour promozionale dell'aviazione nel Regno Unito; durante questo tour furono trasportati gratuitamente 10.000 studenti.

## Utilizzatori
Australia
- Guinea Airways Ltd
- Holden Air Transport Ltd
- Mac Robertson Miller Aviation Company Ltd
- Qantas
- West Australian Airlines Ltd

 Canada
- London Air Transport Ltd
- Ontario Provincial Air Services
- Western Canada Airways Ltd

 Colombia
- Avianca

 Regno Unito
- Alan Cobham Aviation Ltd
- Associated Newspapers Ltd
- Imperial Airways Ltd
- National Flying Services Ltd